# Публицистика
Публици́стика (от лат. publicus — общественный) — род произведений, посвящённых актуальным проблемам и явлениям текущей жизни общества; играет важную политическую и идеологическую роль как средство выражения разнообразия общественного мнения, в том числе формирующегося вокруг острых проблем жизни.
Кроме того, под публицистикой понимают род периодической литературы, посвящённой обсуждению вопросов политической и общественной жизни.

## Сущность публицистики
По мнению Игоря Дедкова, литературного критика, 
Публицистика — высший род журналистики. <…> Она выделяется тем, что всегда исполнена полемики, спора, борьбы за новые идеи. С его <публициста> творчеством несовместимы робость и трафаретность мысли, иллюстративность и несамостоятельность взглядаКраткая литературная энциклопедия, т.6, стлб.73. — М.: Сов. энциклопедия, 1971.

## История
Есть попытки видеть начало публицистики в далёком прошлом литературы; Эрнест Ренан даже называл библейских пророков публицистами древности. Игорь Дедков поддерживает эту мысль, добавляя, что «русская публицистическая литература восходит к „Слову о Законе и Благодати“ Илариона и обличительным произведениям Максима Грека».